# Renato Capecchi
Renato Capecchi (Il Cairo, 6 novembre 1923 – Milano, 30 giugno 1998) è stato un baritono e basso buffo italiano.

## Biografia
Nacque da padre italiano e madre greca in Egitto, rientrando nel 1936 in Italia per risiedere a Domodossola. Nel 1943 riparò in un campo di prigionia in Svizzera, dove si può dire nacque la sua carriera artistica cantando per i compagni. Notato da alcune persone agiate anch'esse in esilio, fu aiutato a frequentare prima il Conservatorio di Losanna e poi, dal 1946, rientrato in Italia, a studiare violino e prendere lezioni di canto a Milano con Ubaldo Carozzi.
Nel 1948 passò brillantemente il concorso della RAI di Torino e nel gennaio del 1949 venne chiamato per una sostituzione come Amonasro in Aida , debuttando al Teatro Municipale di Reggio Emilia. L'anno seguente apparve al Maggio Musicale Fiorentino ne L'elisir d'amore (Belcore) e iniziò una regolare attività al festival di Aix en Provence, tra gli altri in Don Giovanni (ruolo del protagonista), Così fan tutte (Guglielmo), Il barbiere di Siviglia (Figaro), La Cenerentola (Don Magnifico).
Il debutto alla Scala avvenne nel 1951 in occasione della prima mondiale de L'allegra brigata di Gian Francesco Malipiero. Partecipò inoltre alle prime mondiali de La donna è mobile di Riccardo Malipiero, Lord Inferno di Giorgio Federico Ghedini, Billy Bud di Sylvano Bussotti e a quelle italiane di Guerra e pace di Prokoviev e The Nose di Shostakovich. Sempre nel 1951 esordì al Metropolitan di New York ne La traviata, cantandovi in ruoli da protagonista fino al 54 e, dopo aver svolto gran parte della carriera nei teatri europei, vi fece ritorno dopo molti anni, nel 1975, interpretando parti di comprimario (come ad esempio il Sagrestano in Tosca), ottenendo ancora grande successo. Nel 1986, a sessantatré anni, si esibì in un recital di brani popolari e canzoni alla Carnegie Hall; apparve ancora nel 1987 all'Opéra de Montréal (Gualtiero Valton) e nel 1992 al Teatro Bellini di Catania (Melitone).
Oltre che nei classici ruoli baritonali (Il barbiere di Siviglia, Rigoletto, Otello, La traviata, Gianni Schicchi, La bohème), si distinse, anche in virtù delle spiccate doti sceniche, in quelli di basso buffo di opere del Settecento e dell'Ottocento, come Il filosofo di campagna, La serva padrona, Il maestro di cappella, Il barbiere di Siviglia (Don Bartolo), La Cenerentola (Dandini), Don Pasquale.
Si dedicò anche alla regia: Così fan tutte a Susa nel 1975, la prima americana di Don Giovanni Tenorio ossia Il convitato di pietra di Giuseppe Gazzaniga a Saratoga nel 77, La figlia del reggimento alla New York City Opera nel 1985. Dopo l'abbandono delle scene fu docente presso la Manhattan School of Music.

Era fratello del doppiatore Giorgio Capecchi.

## Repertorio
| Ruolo                         | Titolo                          | Autore      |
| ----------------------------- | ------------------------------- | ----------- |
| Sir Riccardo                  | I puritani                      | Bellini     |
| Filippo                       | Il crescendo                    | Cherubini   |
| Michonnet                     | Adriana Lecouvreur              | Cilea       |
| Il maestro                    | Il maestro di cappella          | Cimarosa    |
| L'impresario                  | Viva la mamma                   | Donizetti   |
| Belcore Dulcamara             | L'elisir d'amore                | Donizetti   |
| Enrico                        | Il campanello                   | Donizetti   |
| Gasparo                       | Rita                            | Donizetti   |
| Marchese di Boisfleury        | Linda di Chamounix              | Donizetti   |
| Don Pasquale Dottor Malatesta | Don Pasquale                    | Donizetti   |
| Nardo                         | Il filosofo di campagna         | Galuppi     |
| Fouché                        | Madame Sans-Gêne                | Giordano    |
| Silvio                        | Pagliacci                       | Leoncavallo |
| Il Cieco                      | Iris                            | Mascagni    |
| Re Melchiorre                 | Amahl e i visitatori notturni   | Menotti     |
| Archibaldo                    | L'amore dei tre re              | Montemezzi  |
| Figaro                        | Le nozze di Figaro              | Mozart      |
| Don Giovanni                  | Don Giovanni                    | Mozart      |
| Oratore                       | Il flauto magico                | Mozart      |
| Don Bartolo                   | Il barbiere di Siviglia         | Paisiello   |
| Uberto                        | La serva padrona                | Pergolesi   |
| Michail Kutuzov               | Guerra e pace                   | Prokof'ev   |
| Geronte di Revoir             | Manon Lescaut                   | Puccini     |
| Marcello                      | La bohème                       | Puccini     |
| Barone Scarpia Sagrestano     | Tosca                           | Puccini     |
| Sharpless                     | Madama Butterfly                | Puccini     |
| Gianni Schicchi               | Gianni Schicchi                 | Puccini     |
| Ping                          | Turandot                        | Puccini     |
| Macrobio                      | La pietra del paragone          | Rossini     |
| Bruschino padre               | Il signor Bruschino             | Rossini     |
| Don Bartolo Figaro            | Il barbiere di Siviglia         | Rossini     |
| Dandini Don Magnifico         | La Cenerentola                  | Rossini     |
| Platon Kovyalov               | Il naso                         | Šostakovič  |
| Cavalier Belfiore             | Un giorno di regno              | Verdi       |
| Francesco Moor                | I masnadieri                    | Verdi       |
| Rigoletto                     | Rigoletto                       | Verdi       |
| Giorgio Gérmont               | La traviata                     | Verdi       |
| Paolo Albiani                 | Simon Boccanegra                | Verdi       |
| Fra' Melitone                 | La forza del destino            | Verdi       |
| Jago                          | Otello                          | Verdi       |
| Ford                          | Falstaff                        | Verdi       |
| Oloferne                      | Juditha triumphans              | Vivaldi     |
| Sixtus Beckmesser             | I maestri cantori di Norimberga | Wagner      |
| Tebaldo                       | Giulietta e Romeo               | Zandonai    |

## Discografia

### Incisioni in studio
- Il campanello (Enrico), con Clara Scarangella, Sesto Bruscantini, Mitì Truccato Pace, dir. Alfredo Simonetto - Cetra 1949
- L'amore dei tre re, con Clara Petrella, Amedeo Berdini, Sesto Bruscantini, dir. Arturo Basile - Cetra 1950
- Il signor Bruschino, con Elda Ribetti, Carmelo Maugeri, Carlo Rossi, Ivo Vinco, dir. Ennio Gerelli - Vox 1952
- La forza del destino (Melitone), con Maria Callas, Richard Tucker, Carlo Tagliabue, Nicola Rossi-Lemeni, dir. Tullio Serafin - EMI 1954
- L'elisir d'amore (Belcore), con Cesare Valletti, Alda Noni, Giuseppe Taddei, dir. Mario Rossi - film TV 1954 ed. GOP/BCS
- Otello, con Mario Del Monaco, Floriana Cavalli, dir. Tullio Serafin - dal vivo RAI-Milano 1954 ed. Myto
- L'elisir d'amore (Belcore), con Giuseppe Di Stefano, Hilde Gueden, Fernando Corena, dir. Francesco Molinari Pradelli - Decca 1955
- Don Pasquale (Don Pasquale),  con Bruna Rizzoli, Petre Munteanu, Giuseppe Valdengo, dir. Francesco Molinari Pradelli - Philips 1955
- Linda di Chamounix (Marchese di Boisfleury), con Antonietta Stella, Cesare Valletti, Fedora Barbieri, Giuseppe Taddei, dir. Tullio Serafin - Philips 1956
- Gianni Schicchi, con Bruna Rizzoli, Agostino Lazzari, Piero De Palma, dir. Francesco Molinari Pradelli - Philips 1956
- La bohème, con Antonietta Stella, Gianni Poggi, Bruna Rizzoli, Giuseppe Modesti, dir. Francesco Molinari Pradelli - Philips 1957
- Otello, con Mario Del Monaco, Rosanna Carteri, dir. Tullio Serafin - Gala 1958 (parte audio di film tv)
- Pagliacci (Silvio), con Mario Del Monaco, Gabriella Tucci, Cornell MacNeil, dir. Francesco Molinari Pradelli - Decca 1959
- Il barbiere di Siviglia (Paisiello), con Rolando Panerai, Graziella Sciutti, Nicola Monti, Mario Petri, dir. Renato Fasano - Ricordi 1959
- Rigoletto, con Gianna D'Angelo, Richard Tucker, Ivan Sardi, Miriam Pirazzini, dir. Francesco Molinari Pradelli - Philips 1959
- Le nozze di Figaro - (Figaro), con Irmgard Seefried, Maria Stader, Dietrich Fischer-Dieskau, Herta Topper, dir. Ferenc Fricsay - DG 1960
- Il barbiere di Siviglia (Figaro), con Gianna D'Angelo, Nicola Monti, Giorgio Tadeo, Carlo Cava, dir. Bruno Bartoletti - DG 1960
- I puritani (Riccardo), con Joan Sutherland, Pierre Duval, Ezio Flagello, dir. Richard Bonynge - Decca 1963
- L'elisir d'amore (Dulcamara), con Nicolai Gedda, Mirella Freni, Mario Sereni, dir. Francesco Molinari Pradelli - EMI 1966
- La Cenerentola (Dandini), con Teresa Berganza, Luigi Alva, Paolo Montarsolo, dir. Claudio Abbado - DG 1971
- Il barbiere di Siviglia (Don Bartolo), con Sherrill Milnes, Beverly Sills, Nicolai Gedda, Ruggero Raimondi, dir. James Levine - HMV 1974
- La passione di Cristo, con Giorgio Tadeo, Giuseppe Zecchillo, Alfredo Nobile, dir. Ennio Gerelli - Angelicum

### Registrazioni dal vivo
- Don Giovanni (Don Giovanni), con Marcello Cortis, Carla Castellani, Suzanne Danco, Leopold Simoneau, dir. Hans Rosbaud - dal vivo Aix en Provence 1950 ed. Golden Melodram/Walhall
- Un giorno di regno (Cavalier Belfiore), con Lina Pagliughi, Laura Cozzi, Juan Oncina, Sesto Bruscantini, dir. Alfredo Simonetto - Cetra 1951
- La traviata, con Licia Albanese, Giacinto Prandelli, dir. Fausto Cleva - dal vivo Met 1951 ed. Lyric Distribution
- I masnadieri (Francesco), con Adriana Guerrini, Sesto Bruscantini, Ralph Lambert, Angelo Mercuriali, dir. Alfredo Simonetto - dal vivo Rai-Milano 1951 ed. EJS
- La forza del destino (Melitone), con Renata Tebaldi, Mario Del Monaco, Aldo Protti, Cesare Siepi, dir. Dimitri Mitropoulos - dal vivo Firenze 1953 ed. Cetra/Archipel
- Pagliacci (Silvio), con Mario Del Monaco, Delia Rigal, Paolo Silveri, dir. Alberto Erede - dal vivo Met 1953 ed. Bongiovanni/Opera Lovers
- La bohème, con Victoria de los Ángeles, Jan Peerce, Brenda Lewis, Cesare Siepi, dir. Alberto Erede - dal vivo Met 1953 ed. Première Opera
- Giulietta e Romeo, con Anna Maria Rovere, Angelo Lo Forese, dir. Angelo Questa - dal vivo RAI-Milano 1955 ed. EJS
- Adriana Lecouvreur, con Renata Tebaldi, Nicola Filacuridi, Miriam Pirazzini, dir. Francesco Molinari Pradelli - dal vivo Napoli 1958 ed. Lyric Distribution
- La pietra del paragone (Macrobio), con Fiorenza Cossotto, Silvana Zanolli, Eugenia Ratti, Alvino Misciano, Ivo Vinco, dir. Nino Sanzogno - dal vivo La Scala 1959 ed. Cetra
- Il barbiere di Siviglia (Figaro), con Teresa Berganza, Luigi Alva, Fernando Corena, Ugo Trama, dir. Carlo Maria Giulini - dal vivo Paesi Bassi 1962 ed. Gala
- Don Pasquale (Malatesta), con Fernando Corena, Gianna D'Angelo, Alfredo Kraus, dir. Alberto Erede - dal vivo Edimburgo 1963 ed. GOP
- Iris, con Magda Olivero, Luigi Ottolini, dir. Fulvio Vernizzi - dal vivo Amsterdam 1963 ed. GOP/Opera D'Oro
- Adriana Lecouvreur, con Magda Olivero, Ferrando Ferrari, dir. Fulvio Vernizzi - dal vivo Amsterdam 1965 ed. Première Opera
- Madame Sans-Gêne, con Orianna Santunione, Franco Tagliavini, Mario Zanasi, dir. Gianandrea Gavazzeni - dal vivo La Scala 1967 ed. Nuova Era

## Video
- Gianni Schicchi, con Elda Ribetti, Ezio de Giorgi, Leo Pudis, Cristiano Dalamangas, Mitì Truccato Pace, dir. Antonino Votto - regia di Anton Giulio Majano - RAI Milano 1955
- Otello, con Mario Del Monaco, Rosanna Carteri, dir. Tullio Serafin - regia di Franco Enriquez - RAI 1958 ed. Hardy Classic (DVD)